# Калиновец (Рязанская область)
Кали́новец — село в Сасовском районе Рязанской области России. Входит в состав Алёшинского сельского поселения.

## Географическое положение
Находится в юго-западной части района, в 14 километрах к югу от райцентра Сасово. Там же ближайшая железнодорожная станция Сасово.
Ближайшие населённые пункты:

— село Большой Студенец в 1,5 км к юго-востоку по асфальтированной (в 500 м по грунтовой) дороге;

— село Серовское в 3,5 км к юго-западу по асфальтированной дороге;

— село Ярново в 2,5 км к северо-западу по асфальтированной дороге.

## Природа
Климат умеренно континентальный. Рельеф довольно плоский. Заметно общее понижение территории на северо-восток, к долине Цны. Высота над уровнем моря 88—93 м. По восточной окраине проходит граница поймы Цны. Низкая естественная залесённость ввиду расположения в зоне лесостепи. Из искусственных лесопосадок представлены доро́го- и полезащитные лесополосы (берёза, тополь, некоторые широколиственные виды, акация). Почвы к востоку аллювиальные (пойменные), к западу преимущественно чернозёмные. Поэтому в эту сторону от населённого пункта практически всё свободное пространство распахано.

## Население
| 1981 | 1989 | 2010 |
| ---- | ---- | ---- |
| 240  | ↘161 | ↘48  |

## Инфраструктура
Дорожная сеть

Въезд в Калиновец со стороны Ямбирно

По юго-западной оконечности населённого пункта (не проходя через жилую зону) проходит асфальтированная дорога районного значения Алёшино — Ямбирно. В селе три улицы: Луговая, Малышева, Школьная, не имеют асфальтового покрытия.
Транспорт
Связь с райцентром осуществляется автобусными маршрутами пригородного значения: № 103 Сасово — Новое Берёзово,ежедневно, кроме субботы и воскресенья, отправление из Сасово в 7.40; № 106 Сасово — Ямбирно ежедневно, отправление атобуса в 5.30, 15.50; Сасово - Усады в будние дни отправление из Сасово в 13,00, в воскресенье в 12.00. Автобусы средней вместимости (ПАЗ-3205) курсируют ежедневно, несколько раз в сутки. Стоимость проезда до Сасово составляет 38 рублей.
Связь
Электроэнергию село получает по транзитной ЛЭП 10 кВ, от подстанции 35/10 кВ «Студенец».
Социальная инфраструктура
Объекты социальной инфраструктуры отсутствуют. Ранее была школа,библиотека,медпункт.
В селе есть магазин, где можно приобрести товар первой необходимости.
Восстанавливается храм Рождества Пресвятой Богородицы. Однопрестольный деревянный храм был возведен в селе на средства прихожан трудами священника Михаила Суренского в 1892/1895г. При храме была библиотека в 30 томов, метрические книги прихода велись с 1815г. Сохранились упоминания о хорошем любительском хоре.
Недалеко от села средствами жителей облагораживается старое кладбище.

## Люди, связанные с селом
- Малышев Виктор Фёдорович (1915, Калиновец — 1943) — участник Великой Отечественной войны, Герой Советского Союза